# 多枝翠雀花
多枝翠雀花（学名：Delphinium maximowiczii）为毛茛科翠雀属的植物，为中国的特有植物。分布于中国大陆的甘肃等地，生长于海拔1,500米至1,900米的地区，多生长在山地草坡，目前尚未由人工引种栽培。